# Pseudopannota
Pseudopannota is een geslacht van haften (Ephemeroptera) uit de familie Baetidae.

## Soorten
Het geslacht Pseudopannota omvat de volgende soorten:
- Pseudopannota bergerardi
- Pseudopannota bertrandi
- Pseudopannota camillae
- Pseudopannota maculosa
- Pseudopannota modesta
- Pseudopannota muganinani
- Pseudopannota sartorii
- Pseudopannota vinckei